# Shūhei Shirai
Shūhei Shirai (japanisch 白井 脩平 Shirai Shūhei; * 19. Juli 1985 in Kawasaki) ist ein ehemaliger japanischer Fußballspieler.

## Karriere
Shirai erlernte das Fußballspielen in der Schulmannschaft der Toko Gakuen High School und der Universitätsmannschaft der Ritsumeikan-Universität. Seinen ersten Vertrag unterschrieb er 2008 bei Sagawa Printing. Der Verein spielte in der dritthöchsten Liga des Landes, der Japan Football League. 2010 wechselte er zu YSCC Yokohama. Am Ende der Saison 2011 stieg der Verein in die Japan Football League auf. Am Ende der Saison 2013 stieg der Verein in die J3 League auf. Ende 2015 beendete er seine Karriere als Fußballspieler.